# Di-ethylsuccinaat
Di-ethylsuccinaat is een organische verbinding met als brutoformule C8H14O4. De stof komt voor als een kleurloze vloeistof met een kenmerkende geur, die matig oplosbaar is in water.

## Toxicologie en veiligheid
Di-ethylsuccinaat vormt bij verbranding giftige gassen. De damp is matig irriterend voor de ogen.